# Sportverein Waldhof Mannheim 07 1990-1991
Questa voce raccoglie le informazioni riguardanti lo Sportverein Waldhof Mannheim 07 nelle competizioni ufficiali della stagione 1990-1991.

## Stagione
Nella stagione 1990-1991 il Mannheim, allenato da Günter Sebert, concluse il campionato di 2. Bundesliga al 7º posto. In Coppa di Germania il Mannheim fu eliminato al secondo turno dal Meppen.

## Rosa
| N. |                      | Ruolo | Calciatore          |
| -- | -------------------- | ----- | ------------------- |
|    | Germania (bandiera)  | P     | Andreas Clauß       |
|    | Germania (bandiera)  | P     | Peter Eich          |
|    | Germania (bandiera)  | P     | Ralf Kircheis       |
|    | Finlandia (bandiera) | P     | Kari Laukkanen      |
|    | Croazia (bandiera)   | D     | Damir Burić         |
|    | Germania (bandiera)  | D     | Roland Dickgießer   |
|    | Germania (bandiera)  | D     | Andreas Fellhauer   |
|    | Germania (bandiera)  | D     | Bernd Schindler     |
|    | Grecia (bandiera)    | D     | Dīmītrios Tsionanīs |
|    | Germania (bandiera)  | D     | Christian Wörns     |
|    | Germania (bandiera)  | C     | Dieter Hecking      |
|    | Germania (bandiera)  | C     | Lutz Hofmann        |
|    | Germania (bandiera)  | C     | Norbert Hofmann     |

| N. |                     | Ruolo | Calciatore     |
| -- | ------------------- | ----- | -------------- |
|    | Germania (bandiera) | C     | Michael Kaiser |
|    | Germania (bandiera) | C     | Frank Kastner  |
|    | Germania (bandiera) | C     | Andreas Lässig |
|    | Germania (bandiera) | C     | Jochen Müller  |
|    | Germania (bandiera) | C     | Alfred Schön   |
|    | Germania (bandiera) | C     | Lutz Siebrecht |
|    | Germania (bandiera) | A     | Gerd Dais      |
|    | Germania (bandiera) | A     | Lothar Dittmer |
|    | Germania (bandiera) | A     | Uwe Freiler    |
|    | Germania (bandiera) | A     | Uwe Meyer      |
|    | Ghana (bandiera)    | A     | Richard Naawuh |
|    | Germania (bandiera) | A     | Jörg Wolff     |

## Organigramma societario
Area tecnica
- Allenatore: Günter Sebert
- Allenatore in seconda: Valentin Herr
- Preparatore dei portieri:
- Preparatori atletici:

## Calciomercato

### Sessione estiva
| Acquisti | Acquisti       | Acquisti          | Acquisti |
| R.       | Nome           | da                | Modalità |
| -------- | -------------- | ----------------- | -------- |
| C        | Frank Kastner  | Karlsruhe         |          |
| A        | Lothar Dittmer | Homburg           |          |
| P        | Peter Eich     | Hassia Bingen     |          |
| C        | Dieter Hecking | Hessen Kassel     |          |
| C        | Michael Kaiser | Wormatia Worms    |          |
| P        | Kari Laukkanen | Kickers Stoccarda |          |
| C        | Alfred Schön   | Kickers Stoccarda |          |
| A        | Jörg Wolff     | Bayreuth          |          |

| Cessioni | Cessioni          | Cessioni          | Cessioni |
| R.       | Nome              | a                 | Modalità |
| -------- | ----------------- | ----------------- | -------- |
| A        | Karl-Heinz Bührer | 1. FC Pforzheim   |          |
| D        | Zvezdan Cvetković | Ascoli            |          |
| C        | Thomas Franck     | Borussia Dortmund |          |
| C        | Günter Güttler    | Schalke 04        |          |
| C        | Peter Lux         | Dinamo Dresda     |          |
| A        | Volker Rudel      | Monaco 1860       |          |
| A        | Cezary Tobollik   | Kickers Offenbach |          |
| D        | Thomas Zechel     | Schalke 04        |          |
| P        | Uwe Zimmermann    | Fortuna Colonia   |          |

### Sessione invernale
| Acquisti | Acquisti       | Acquisti               | Acquisti |
| R.       | Nome           | da                     | Modalità |
| -------- | -------------- | ---------------------- | -------- |
| A        | Richard Naawuh | Viktoria Colonia       |          |
| P        | Ralf Kircheis  | 1. FC Frankfurt (Oder) |          |

| Cessioni | Cessioni | Cessioni | Cessioni |
| R.       | Nome     | a        | Modalità |
| -------- | -------- | -------- | -------- |

## Risultati

### 2. Bundesliga

#### Girone di andata
| Arbitro: | Merk |

|                       |           |  |
| Hofmann 62’ Wolff 85’ | Marcatori |  |

| Arbitro: | Krug |

|                 |           |             |
| Buchheister 20’ | Marcatori | 64’ Dittmer |

| Arbitro: | Löwer |

|                 |           |  |
| Dais 20’ (rig.) | Marcatori |  |

| Arbitro: | Broska |

|           |           |           |
| Beike 22’ | Marcatori | 12’ Wolff |

| Arbitro: | Gochermann |

|                                |           |  |
| Dais 16’ Hecking 45’ Wolff 81’ | Marcatori |  |

| Arbitro: | Wippermann |

|             |           |           |
| Tönnies 44’ | Marcatori | 24’ Wörns |

| Meppen 31 agosto 1990, ore 19:00 CEST 7ª giornata | Meppen   | 0 – 0 referto | Waldhof Mannheim | Hindenburgstadion (3 500 spett.)\| Arbitro: \| Blüthgen \| |
| Arbitro:                                          | Blüthgen |               |                  |                                                            |

| Arbitro: | Schmidhuber |

|             |           |                                     |
| Hecking 10’ | Marcatori | 33’ Anderbrügge 69’ Lyutiy 74’ Flad |

| Arbitro: | Mölm |

|                                   |           |  |
| Vollmer 21’ Cayasso 65’ Marin 81’ | Marcatori |  |

| Arbitro: | Holst |

|          |           |           |
| Dais 81’ | Marcatori | 20’ Gries |

| Münster 21 settembre 1990, ore 19:00 CEST 11ª giornata | Preußen Münster | 0 – 0 referto | Waldhof Mannheim | Preußenstadion (4 500 spett.)\| Arbitro: \| Fröhlich \| |
| Arbitro:                                               | Fröhlich        |               |                  |                                                         |

| Arbitro: | Kuhne |

|                       |           |             |
| Wörns 25’ Hofmann 34’ | Marcatori | 43’ Rusayev |

| Arbitro: | Kentsch |

|  |           |                                          |
|  | Marcatori | 3’, 72’ Wolff 21’ Meyer 77’, 87’ Hofmann |

| Arbitro: | Jansen |

|                                |           |          |
| Dais 20’ Hecking 64’ Wolff 74’ | Marcatori | 33’ Janz |

| Arbitro: | Ronig |

|                                     |           |           |
| Müller 36’ Ruof 67’ Schuhmacher 76’ | Marcatori | 22’ Schön |

| Arbitro: | Dellwing |

|                              |           |  |
| Dickgießer 64’ Schindler 88’ | Marcatori |  |

| Arbitro: | Schneider |

|          |           |             |
| Serr 52’ | Marcatori | 22’ Hofmann |

| Arbitro: | Blüthgen |

|                                          |           |                |
| Wolff 23’, 78’ Hecking 72’ Siebrecht 83’ | Marcatori | 46’ Eichenauer |

| Saarbrücken 23 novembre 1990, ore 19:00 CET 19ª giornata | Saarbrücken | 0 – 0 referto | Waldhof Mannheim | Ludwigsparkstadion (10 000 spett.)\| Arbitro: \| Feistner \| |
| Arbitro:                                                 | Feistner    |               |                  |                                                              |

#### Girone di ritorno
| Arbitro: | Mierswa |

|                    |           |             |
| Levý 30’ Adler 40’ | Marcatori | 49’ Hofmann |

| Arbitro: | Albrecht |

|                                                             |           |                           |
| Dittmer 16’ Hecking 42’ Dais 49’ (rig.), 68’ Dickgießer 50’ | Marcatori | 58’ Bjelanov 84’ Seeliger |

| Arbitro: | Mölm |

|              |           |  |
| Gellrich 16’ | Marcatori |  |

| Arbitro: | Gangkofer |

|                                         |           |                                           |
| Dittmer 2’, 72’ Wolff 15’ Siebrecht 64’ | Marcatori | 32’ (aut.) Dittmer 40’ Vogel 89’ Spannuth |

| Arbitro: | Aust |

|                                          |           |             |
| Weiß 17’ Wölfling 25’ (rig.) Gürtler 35’ | Marcatori | 57’ Hecking |

| Arbitro: | Wiesel |

|                                               |           |  |
| Müller 57’ Hecking 68’, 90’ (rig.) Naawuh 88’ | Marcatori |  |

| Arbitro: | Amerell |

|            |           |            |
| Hecking 8’ | Marcatori | 82’ Klobke |

| Arbitro: | Matheis |

|                |           |                     |
| Sendscheid 86’ | Marcatori | 21’ Wolff 90’ Schön |

| Arbitro: | Kriegelstein |

|                        |           |  |
| Müller 55’ Dittmer 89’ | Marcatori |  |

| Arbitro: | Ronig |

|                   |           |               |
| Theiss 26’ (rig.) | Marcatori | 40’ Schindler |

| Arbitro: | Wippermann |

|                                   |           |  |
| Wolff 56’, 87’ Hecking 67’ (rig.) | Marcatori |  |

| Arbitro: | Kentsch |

|                                                      |           |  |
| Drulák 23’ (rig.), 38’, 48’ Rusayev 82’ Drieling 84’ | Marcatori |  |

| Arbitro: | Scheuerer |

|             |           |            |
| Hofmann 26’ | Marcatori | 66’ Heisig |

| Arbitro: | Strampe |

|  |           |                       |
|  | Marcatori | 49’ Hofmann 61’ Wolff |

| Arbitro: | Krug |

|            |           |                |
| Naawuh 78’ | Marcatori | 27’, 50’ Klopp |

| Arbitro: | Holst |

|             |           |  |
| Brandts 82’ | Marcatori |  |

| Arbitro: | Feistner |

|               |           |                                |
| Schindler 55’ | Marcatori | 13’ Regenbogen 42’, 72’ Hubner |

| Arbitro: | Mölm |

|             |           |            |
| Sánchez 26’ | Marcatori | 36’ Naawuh |

| Arbitro: | Kasper |

|             |           |                                              |
| Hecking 60’ | Marcatori | 38’ (rig.) Gothe 64’ Kirchhoff 81’ Akpoborie |

### Coppa di Germania
| Arbitro: | Strigel |

|                                  |           |               |
| Hecking 23’, 74’ Dais 59’ (rig.) | Marcatori | 83’, 86’ Kohn |

| Arbitro: | Assenmacher |

|                           |           |  |
| Thoben 42’ Długajczyk 75’ | Marcatori |  |

## Statistiche

### Statistiche di squadra
| Competizione      | Punti | In casa | In casa | In casa | In casa | In casa | In casa | In trasferta | In trasferta | In trasferta | In trasferta | In trasferta | In trasferta | Totale | Totale | Totale | Totale | Totale | Totale | DR  |
| Competizione      | Punti | G       | V       | N       | P       | Gf      | Gs      | G            | V            | N            | P            | Gf           | Gs           | G      | V      | N      | P      | Gf     | Gs     | DR  |
| ----------------- | ----- | ------- | ------- | ------- | ------- | ------- | ------- | ------------ | ------------ | ------------ | ------------ | ------------ | ------------ | ------ | ------ | ------ | ------ | ------ | ------ | --- |
| 2. Bundesliga     | 42    | 19      | 12      | 3       | 4       | 42      | 22      | 19           | 3            | 9            | 7            | 18           | 25           | 38     | 15     | 12     | 11     | 60     | 47     | +13 |
| Coppa di Germania | -     | 1       | 1       | 0       | 0       | 3       | 2       | 1            | 0            | 0            | 1            | 0            | 2            | 2      | 1      | 0      | 1      | 3      | 4      | -1  |
| Totale            | 42    | 20      | 13      | 3       | 4       | 45      | 24      | 20           | 3            | 9            | 8            | 18           | 27           | 40     | 16     | 12     | 12     | 63     | 51     | +12 |

### Andamento in campionato
| Giornata  | 1 | 2 | 3 | 4 | 5 | 6 | 7 | 8 | 9 | 10 | 11 | 12 | 13 | 14 | 15 | 16 | 17 | 18 | 19 | 20 | 21 | 22 | 23 | 24 | 25 | 26 | 27 | 28 | 29 | 30 | 31 | 32 | 33 | 34 | 35 | 36 | 37 | 38 |
| --------- | - | - | - | - | - | - | - | - | - | -- | -- | -- | -- | -- | -- | -- | -- | -- | -- | -- | -- | -- | -- | -- | -- | -- | -- | -- | -- | -- | -- | -- | -- | -- | -- | -- | -- | -- |
| Luogo     | C | T | C | T | C | T | T | C | T | C  | T  | C  | T  | C  | T  | C  | T  | C  | T  | T  | C  | T  | C  | T  | C  | C  | T  | C  | T  | C  | T  | C  | T  | C  | T  | C  | T  | C  |
| Risultato | V | N | V | N | V | N | N | P | P | N  | N  | V  | V  | V  | P  | V  | N  | V  | N  | P  | V  | P  | V  | P  | V  | N  | V  | V  | N  | V  | P  | N  | V  | P  | P  | P  | N  | P  |
| Posizione | 4 | 6 | 5 | 4 | 4 | 4 | 4 | 4 | 8 | 7  | 9  | 8  | 6  | 4  | 6  | 6  | 6  | 5  | 5  | 6  | 5  | 6  | 4  | 5  | 5  | 4  | 4  | 4  | 4  | 4  | 4  | 4  | 4  | 4  | 5  | 6  | 6  | 7  |

Legenda:

Luogo: C = Casa; T = Trasferta. Risultato: V = Vittoria; N = Pareggio; P = Sconfitta.

### Statistiche dei giocatori
| Giocatore     | 2. Bundesliga | 2. Bundesliga | 2. Bundesliga | 2. Bundesliga | Coppa di Germania | Coppa di Germania | Coppa di Germania | Coppa di Germania | Totale   | Totale | Totale      | Totale     |
| Giocatore     | Presenze      | Reti          | Ammonizioni   | Espulsioni    | Presenze          | Reti              | Ammonizioni       | Espulsioni        | Presenze | Reti   | Ammonizioni | Espulsioni |
| ------------- | ------------- | ------------- | ------------- | ------------- | ----------------- | ----------------- | ----------------- | ----------------- | -------- | ------ | ----------- | ---------- |
| D. Burić      | 11            | 0             | 2             | 0             | 0                 | 0                 | 0                 | 0                 | 11       | 0      | 2           | 0          |
| A. Clauß      | 1             | 0             | 0             | 0             | 0                 | 0                 | 0                 | 0                 | 1        | 0      | 0           | 0          |
| G. Dais       | 34            | 6             | 4             | 0             | 2                 | 1                 | 1                 | 0                 | 36       | 7      | 5           | 0          |
| R. Dickgießer | 33            | 2             | 6             | 0             | 2                 | 0                 | 0                 | 0                 | 35       | 2      | 6           | 0          |
| L. Dittmer    | 23            | 5             | 6             | 0             | 1                 | 0                 | 0                 | 0                 | 24       | 5      | 6           | 0          |
| P. Eich       | 23            | 0             | 1             | 0             | 2                 | 0                 | 0                 | 0                 | 25       | 0      | 1           | 0          |
| A. Fellhauer  | 4             | 0             | 0             | 0             | 0                 | 0                 | 0                 | 0                 | 4        | 0      | 0           | 0          |
| U. Freiler    | 0             | 0             | 0             | 0             | 0                 | 0                 | 0                 | 0                 | 0        | 0      | 0           | 0          |
| D. Hecking    | 35            | 11            | 7             | 0             | 2                 | 2                 | 0                 | 0                 | 37       | 13     | 7           | 0          |
| L. Hofmann    | 30            | 7             | 1             | 0             | 2                 | 0                 | 0                 | 0                 | 32       | 7      | 1           | 0          |
| N. Hofmann    | 36            | 1             | 2             | 0             | 2                 | 0                 | 0                 | 0                 | 38       | 1      | 2           | 0          |
| M. Kaiser     | 16            | 0             | 5             | 0             | 0                 | 0                 | 0                 | 0                 | 16       | 0      | 5           | 0          |
| F. Kastner    | 10            | 0             | 3             | 1             | 1                 | 0                 | 1                 | 0                 | 11       | 0      | 4           | 1          |
| R. Kircheis   | 0             | 0             | 0             | 0             | 0                 | 0                 | 0                 | 0                 | 0        | 0      | 0           | 0          |
| K. Laukkanen  | 14            | 0             | 0             | 0             | 0                 | 0                 | 0                 | 0                 | 14       | 0      | 0           | 0          |
| A. Lässig     | 1             | 0             | 0             | 0             | 0                 | 0                 | 0                 | 0                 | 1        | 0      | 0           | 0          |
| U. Meyer      | 14            | 1             | 1             | 0             | 2                 | 0                 | 0                 | 0                 | 16       | 1      | 1           | 0          |
| J. Müller     | 23            | 2             | 4             | 0             | 1                 | 0                 | 0                 | 0                 | 24       | 2      | 4           | 0          |
| R. Naawuh     | 11            | 3             | 6             | 0             | 0                 | 0                 | 0                 | 0                 | 11       | 3      | 6           | 0          |
| B. Schindler  | 34            | 3             | 7             | 0             | 2                 | 0                 | 1                 | 0                 | 36       | 3      | 8           | 0          |
| A. Schön      | 36            | 2             | 8             | 0             | 2                 | 0                 | 0                 | 0                 | 38       | 2      | 8           | 0          |
| L. Siebrecht  | 18            | 2             | 5             | 0             | 0                 | 0                 | 0                 | 0                 | 18       | 2      | 5           | 0          |
| D. Tsionanis  | 8             | 0             | 2             | 0             | 1                 | 0                 | 0                 | 0                 | 9        | 0      | 2           | 0          |
| J. Wolff      | 37            | 13            | 3             | 0             | 2                 | 0                 | 0                 | 0                 | 39       | 13     | 3           | 0          |
| C. Wörns      | 34            | 2             | 9             | 2             | 2                 | 0                 | 0                 | 0                 | 36       | 2      | 9           | 2          |